# Baali
Los Baali son una línea de sangre del juego de rol Vampiro: la mascarada.
Esta odiada casta de vástagos ha sido perseguida hasta la casi total destrucción por los demás Vampiros por su trato con demonios, la corrupción que los acompaña y el uso de su disciplina Daimonion, exclusiva de esta línea de sangre. Representan una amenaza bastante real, ya que aunque en la Edad Moderna son pocos, son poderosos y son conocidos por su astucia e inteligencia.
La mayoría tiene extensos conocimientos de ocultismo, especialmente de áreas como la demonología. Hacen todo lo posible por extender sus conocimiento y explorar las posibilidades que les da el trato con demonios. Muchos de ellos tratan con criaturas más extrañas y alienígenas que los mismísimos demonios. Algunas de ellas ni siquiera tienen nombre y son horrores informes que viven en las profundidades de la Umbra Profunda o del Laberinto del Inframundo, criaturas que no pueden existir en nuestra realidad. Se cree que los Baali sirven a los propósitos de estos seres, cuyo objetivo es esclavizar a la raza humana o destruir todo el Universo.

## Leyendas sobre su origen
Los inicios de esta línea de sangre se remontan a las noches de los Antediluvianos. En ellas uno de los primeros Baali y uno de los más conocidos, Shaitan (Nergal), en su búsqueda de poder se separó de su sire, Sargón, también llamado Ashur y Laodiceo, Antediluviano del clan Capadocio. Tomó el control de la ciudad de Kala-At-Sherghat. Finalmente esta búsqueda lo llevó a hacer un pacto con el demonio Nn’theraq’pss, o Baal, y usando al poder obtenido y a su progenie luchó con el resto de la Estirpe en la Segunda Ciudad. Pero esta lucha terminó en derrota, y se creyó que todos los baali murieron (Shaitan y otros sobrevivieron, y siguieron haciendo de las suyas).
Otro de los Primeros y más conocidos Baali, Moloch (Ahab el Traidor), afirma ser chiquillo de Saulot, Antediluviano del Clan Salubri. Una oscura leyenda cuenta que traicionó al Clan Salubri convirtiéndose en uno de los primeros Baali. Algunos creen que el propio Saulot, progenitor de los Salubri le ordenó abrazar a los primeros Baali y traicionar a su anterior Clan. Posteriormente Los Salubri se enfrentaron en una terrible guerra a los Baali. Queda en entredicho si esta historia es cierta o si, por el contrario, es propaganda del Clan Tremere para justificar su persecución del Clan Salubri en la Edad Media, tal y como dice Players Guide to High Clans, libro de Edad Oscura: Vampiro no traducido al español.
Otra curiosa leyenda afirma que en la antigua ciudad de Ashur, lugar donde habitaba Sargón, Antediluviano del clan Capadocio que posteriormente sería conocido por el nombre de esta ciudad, existió un pozo de Oscuridad en el cual un Antediluviano (Probablemente el propio Sargón) derramó su sangre. Del pozo surgieron los 3 primeros Baali: Nergal/ Shaitan, Ahab/Moloch, El/La Sin Nombre (Este último podría ser Ur - Shulgi, chiquillo de Haqim según relatos apócrifos de Clayton Oliver, autor de varios libros de Mundo de Tinieblas).
Lo único cierto es que por tres veces el Clan Baali se ha alzado, amenazando con cubrir el mundo de maldad, oscuridad, fuego y Cenizas y en las tres ocasiones han sido detenidos. Por los Clanes Salubri, Assamita y ocasionalmente algunas coaliciones de los demás Clanes.

## Nunca una respuesta definitiva
Desde el punto de vista del juego en la época moderna, la escasez de Baalis fuera del periodo de la Edad Oscura (La Edad Media) se debe a que se consideró que un grupo de vampiros satanistas no era adecuado para la época moderna.
Mucho se ha especulado sobre el origen de los Baali a lo largo de gran cantidad de libros de Mundo de Tinieblas y aún se debate la identidad del verdadero creador de esta línea de sangre en muchos foros de internet. No queda claro si fueron varios Antediluvianos los que participaron en su creación (Ashur, Saulot, y otro, quizá Haqim) o si por el contrario todos ellos son abrazados por Sargón/Ashur o por Saulot. Lo que es seguro es que los 3 primeros Baali de la Cuarta Generación (Nergal/ Shaitan, Ahab/ Moloch y el/la sin nombre) están enemistados porque afirman que su sire es un Antediluviano diferente, y a lo largo de los diversos libros las pistas de su verdadero origen han girado en diversas direcciones.

## Disciplinas
- Daimonion - Disciplina exclusiva de los Baali. Poderes prohibidos, pactos oscuros, invocaciones de fuerzas malditas...
- Ofuscación - Invisibilidad y transformación aparente en forma de otras personas.
- Presencia - Habilidad de instaurar temor o lealtad en los corazones de otros.